# Eureka (Washington)
Eureka az Amerikai Egyesült Államok északnyugati részén, Washington állam Walla Walla megyéjében elhelyezkedő önkormányzat nélküli település.
Eureka postahivatala 1889 és 1964 között működött. A település nevét az Eureka-síkságról kapta.

## Fordítás
- Ez a szócikk részben vagy egészben  az   Eureka, Washington című angol Wikipédia-szócikk ezen változatának fordításán alapul.  Az eredeti cikk szerkesztőit annak laptörténete sorolja fel. Ez a jelzés csupán a megfogalmazás eredetét és a szerzői jogokat jelzi, nem szolgál a cikkben szereplő információk forrásmegjelöléseként.